# Ciel variable
Ciel variable est une revue culturelle publiée trois fois par année à Montréal (Québec, Canada), par les Productions Ciel variable, un organisme culturel à but non-lucratif. Elle se consacre à la présentation et l’analyse des pratiques artistiques contemporaines de la photographie et de l’image. Elle est bilingue, publiée en français et en anglais. Ciel variable présente de larges portfolios d’œuvres, des essais écrits par des auteurs spécialisés, des entrevues et une large couverture des expositions, des événements et des publications. Elle se distingue aussi par la haute qualité de ses reproductions et de son impression.

## Histoire de la revue
Le premier numéro de Ciel variable a été lancé le 19 juin 1986 à Montréal. La ligne éditoriale de la revue reposait alors sur la photographie documentaire et sociale. 
En 1992, la revue change son nom à CV Photo et adopte une ligne éditoriale plus large en se concentrant sur les pratiques de la photographie artistiques contemporaine du Québec. Peu à peu, son champ d'analyse s'agrandit à la photographie canadienne et internationale et devient bilingue.En 2004, elle devient Ciel variable - art photo médias culture.  
En 2010, Ciel variable met en libre accès l’ensemble des textes et des images publiés dans ses premiers 20 ans de publication dans un projet soutenu par le ministère du Patrimoine canadien. De nouveaux articles y sont ajoutés chaque semaine.  
Ciel variable est membre de la Société de développement des périodiques culturels québécois (SODEP) et de Magazines Canada.  

## Comité de rédaction et contributeurs

### Rédacteurs en chef
- 2000 - aujourd'hui: Jacques Doyon[5]